# Хумаравейх ібн Ахмед
Абу'л-Джейш Хумаравейх ібн Ахмед ібн Тулун (*أبو الجيش خمارويه بن أحمد بن طولون‎, 864 — 18 січня 896) — емір Єгипту та Сирії у 884—896 роках.

## Життєпис
Походив з династії Тулунідів. Син Ахмед ібн Тулуна та рабині-наложниці Мейяз. Народився у 864 році у Самаррі, під час служби батька в гвардії халіфа аль-Мутасіна. Того ж року разом з батьками перебирається до Єгипту.
У 878 році після придушення змови старшого брата аль-Аббаса, його батько Ахмед ібн-Тулун оголосив Хумаравейха своїм спадкоємцем. У 884 році після смерті батька стає еміром та володарем Єгипту. Того ж року прихильники Аббасидів вирішили відновити контроль останніх над Сирією та Єгиптом. Аббасидські війська на чолі з Ісхаком ібн-Кундахом та Ібн Абі'л-Саджем вдерлися до Сирії. Незважаючи на відчайдушний спротив війська Хумаравейх ібн-Ахмеда залишили Дамаск.
У 885 році війна Хумаравейха з Аббасидами відновилася, внаслідок поразок від останніх війська Тулунідів повністю залишили Сирію. Втім, скориставшись сварками серед своїх супротивників, Хумаравейх ібн-Ахмед перейшов у наступ. У вирішальній битві 6 квітня 885 року при Тавахіні війська Тулунідів завдали нищівної поразки аббасидському війську на чолі з Аб'ул-Аббасом (майбутнім халіфом аль-Мутадідом). Після цього Хумаравейх зумів швидко відновити владу над Сирією.
При цьому емір намагався налагодити гарні стосунки з Багдадським халіфом. Тривалі перемовини завершилися угодою у 886 році, відповідно до якої Хумаравейх ібн-Ахмеда визнано еміром Єгипту та Сирії, з правом передати владу своїм нащадкам.
Слідом за цим Хумаравейх продовжив політику батька з розширення своїх володінь. До 890 року він зумів підкорити область аль-Джазіру в північній Месопотамії та встановити зверхність над арабським еміром Тарса. Тоді ж приєднано Хіджах, Ємен та Нубію.
У 893 році новий халіф аль-Мутадід підтвердив володіння Хумаравейха над Єгиптом та Сирією в обмін на щорічну данину в 300 тис. динарів та виплати додатково 200 тис. динарів боргу, передачі халіфу області аль-Джазіри. У 895 році з метою зміцнення свого становища видав свою 12-річну доньку Катр аль-Наду за халіфа аль-Мутадіда, як весільний подарунок останній отримав 1 млн динарів.
Водночас Хумаравейх ібн-Ахмед у 890-х роках здійснив низку проектів зі зведення численних палаців для себе, синів та наложниць. Розкішні будови та численні грошові подарунки війську з боку еміра значно спорожнили скарбницю цього володаря. Тоді ж значної ваги набув Алі ібн Ахмад аль-Мадхарай, очільник податкового відомства.
18 січня 896 року Хумаравейха було вбито одним зі слуг. Це призвело до послаблення династії Тулунідів. Владу успадкував син Джейш ібн-Хумаравейх.